# Hildesheimer Platt
Das Hildesheimer Platt, auch Hildesheimisch, ist ein niederdeutscher Dialekt, der zum Ostfälischen gehört und in der Stadt Hildesheim und im Landkreis Hildesheim gesprochen wurde. Er war in mehrere Untermundarten gegliedert, weshalb die im Folgenden genannten Eigenschaften u. U. nicht für alle Varianten gelten. Heute steht es vor dem Aussterben.
Das Hildesheimer Plattdeutsch gehört mit den Lautungen seck (sich), meck (mich/mir), deck (dich/dir) und jöck (euch) zum mek-Gebiet, womit es sich vom mik-Gebiet und vielen anderen niederdeutschen Dialekten abhebt, die statt meck und deck mi und di aufweisen.
Heutzutage spricht man in der gesamten Region Hildesheims hauptsächlich Hochdeutsch.

## Eigenschaften
Die folgenden Angaben entsprechen dem ursprünglichen Hildesheimisch, wie er noch großflächig bis Anfang des 20. Jahrhunderts gesprochen wurde.

### Vokale
| Vokal       | Lautschrift (IPA) | Beispiel      | Übersetzung | Anmerkungen |
| ----------- | ----------------- | ------------- | ----------- | --- |
| iu          | [iu:]             | Hius          | Haus        | - |
| ui          | [uɪ]              | Huiser        | Häuser      | Umlaut zu iu |
| au / ea     | [ao] / [ea]       | Schauh        | Schuh       | [ea] südwestlich. Vielleicht ursprünglich entstanden aus [eaʊ]                                                              |
| a, å, oa, o | [ɔ:, ɒ:, o:ɐ]     | maken         | machen      | - |
| eä, äe      | [ɛ:ɐ, e:ɐ]        | Meäken        | Mädchen     | - |
| ie          | [i:ə]             | gieben/gieven | geben       | - |
| ei, a       | [aə, a:]          | Breif         | Brief       | In einigen Wörtern deutlicher Monothong und in anderen weniger.                                                             |
| äi          | [ɛɪ]              | allhäil       | gänzlich    | - |
| öi          | [œɪ, œə]          | möin          | mein        | Hauptmerkmal des Hildesheimer Dialekts Selten auch [oi]                                                                     |
| oi, eu, äu  | [ɔɪ, ɔe]          | Roibe         | Rübe        | Umlaut zu au |
| öä          | [œ:]              | löäter        | später      | Umlaut zu a [selten] |
| eo          | [ɛo, eo]          | Breot         | Brot        | Auch [aʊ] (angrenzend an südlichere und östlichere Dialekte). Im Westen ist bei vielen Wörter stattdessen das ue vertreten. |
| ue          | [u:ə]             | kuemen        | kommen      | - |
| üe          | [y:ə]             | küeren        | reden       | - |

| Vokal | Lautschrift (IPA)  | Beispiel       | Übersetzung |
| ----- | ------------------ | -------------- | ----------- |
| i     | [ɪ]                | Wisch          | Wiese       |
| e     | [ɛ] (unbetont [ə]) | hebben, hevven | haben       |
| u     | [ʊ]                | Wulke          | Wolke       |
| ü     | [ʏ]                | Fründ          | Freund      |
| a     | [a]                | man            | nur         |
| ö     | [œ]                | bölkern        | schreien    |
| o     | [ɔ]                | woll           | wohl        |

Durch die starke Verwendung von Doppellauten treten zuweilen auch Dreifachlaute auf wie z. B. [ɛoə] in reo'en (roden).

### Konsonanten
Das r ist im Hildesheimischen stets kräftig gerollt als Zungenspitzen-[r] auszusprechen und im Gegensatz zu nördlicheren Mundarten auch im Auslaut noch erhalten, d. h. nicht komplett zu einem Vokal abgeschwächt. Im Stadtgebiet hat das hochdeutsche [ʁ] jedoch um 1900 unter hochdeutschem Einfluss das [r] bereits größtenteils verdrängt. Der Auslaut -er wurde, wie im Hochdeutschen, auch im Hildesheimischen in jüngerer Zeit häufig vokalisiert.
Der [ʃt] im Hochdeutschen entspricht dem scharfen [st] im Hildesheimischen. Analog dazu [sp], [sm], [sn] und [sv].
Das j in Wörtern wie Jahr, Junge wird mit einem stimmhaften [ʒ] oder auch im Anlaut als [d͡ʒ] ausgesprochen.
Im Inlaut nimmt das g häufig einen Reibelaut [ɣ], [ʝ] oder [j] an. Im Anlaut ist es [g] und im Auslaut wird es [ç], bzw. [x ~ χ], wie heute in norddeutschen Dialekten des Hochdeutschen noch üblich ist und kommt z. B. im Hildesheimischen in Wörtern wie neinlig (nämlich) oder Borg (Burg), sowie vor Konsonanten in Formen wie seggt (sagt) vor.
Das /b/ wird häufig austauschbar mit /v/ benutzt und entspricht im Inlaut dem gleichen Phonem. Dieser wird dadurch auch u. U. als [β] realisiert. Sowohl in der Schriftsprache als auch in der gesprochenen Sprache lässt sich kein semantischer Unterschied erkennen.
Das /d/ fällt sowohl in Kombination mit anderen Konsonanten, wie in /nd/ oder /ld/ (z. B. in Dunder -> Dunner (hdt. Donner)), sowie alleine stehend häufig im Inlaut komplett weg (z. B. Stidde -> Sti'e (hdt. Stelle)).
Sonstige Konsonanten entsprechen ungefähr dem Hochdeutschen.

### Grammatik
Das Hildesheimische weist beim maskulinen und neutralen Geschlecht im Dativ noch immer die Endung -e auf, wie es in vielen niederdeutschen Dialekten nicht mehr vorhanden ist. So heißt es z. B. up'n Felle (auf dem Feld). Unflektierte Adjektive enden häufig auf -e, z. B. Dat Maus is te dünne (Das Mus ist zu dünn) und wege biste (weg bist du). Adjektive im Neutrum sind endungslos, z. B. en bunt Kleid (ein buntes Kleid) und en wacker Mäken (ein wackeres Mädchen). Im Maskulinum hat der Akkusativ den Nominativ verdrängt, z. B. Dat is en groten Kerel (Das ist ein großer Kerl).
Der Superlativ enthält im Hildesheimischen regulär den Komparativ als Teil des Wortes, wie z. B. bei klauk kloiker de kloikerste. Kollektiva (Sammelbegriffe) können mit der Endung -(l)sse gebildet werden, wobei das l wegfällt, wenn die Wurzel auf r endet, z. B. Anbaldersse, Schrappelsse. Pronominaladverbien wie die entsprechenden Fragewörter werden im Hildesheimischen häufig getrennt. So z. B. damit als dar + mie. Das anlautende d des Adverbs dar fällt dabei regulär weg, wodurch nur noch das r am vorherigen Wort angehängt wird. So heißt es z. B. Wöi willt'r nix von wetten (Wir wollen davon nichts wissen) oder Ek sin'r nich vor (Ich bin nicht dafür). Diese Trennung betrifft auch die entsprechenden Fragewörter, wie z. B. womit als wue + mie.
Sätze werden häufig so gebildet, dass Subjekte und Objekte am Satzanfang über eine relativsatzähnliche Konstruktion aufgegriffen werden, z. B. De Friunsluie dei küret giern (Die Frauen reden gerne) und Up en stalen Stöige, da trecket de wille Jäger (Auf dem steilen Steig zieht der wilde Jäger). Weibliche Substantiven weisen (auch im Nominativ) häufig die Endung -en auf wie bspw. in de Stiuwen fegen (Die Stube fegen). So listet das Wörterbuch der in Betheln heimischen Mundart bspw. oft beide Formen des Wortes, mit -e und mit -en. Im Stadtgebiet war diese grammatikalische Form um 1900 jedoch nicht mehr üblich.
Die Endung des Partizip Präsens fällt mit derjenigen des Infinitivs zusammen, bspw. fleiten (fließend). Ähnlich wie die Verwendung des Present Continuous im Englischen erlaubt das Hildesheimische in Verbindung mit bestimmten Wörtern darüber folgende Satzkonstruktion die über das Partizip des Verbs gebildet wird: Hei was seck nix vermauen (Er war sich nichts vermutend = Er erwartete nichts).
Substantive, die direkt aus Verben gebildet werden, enden anders als im Hochdeutschen auf -end. Aus dem Wort bespräken wird so bspw. Bespräkend (mnd. -ende). Bei der Endung -ung hochdeutscher Lehnwörter wird im Hildesheimischen ein zusätzlicher Vokal [ə] angehängt, z. B. Linderunge. Die Endung entspricht der niederdeutschen Endung -ige, die sich aus mnd. -inge entwickelt hat.
Wie in anderen ostfälischen Dialekten endet bei Verben die Pluralform einheitlich auf -et und nicht wie in den östlichen niederdeutschen oder einigen ostfriesischen Mundarten auf -en, z. B. wöi maket (wir machen).
Die Perfektform von Verben wird im Hildesheimischen über ein vorangestelltes e- gebildet und entspricht damit dem hochdeutschen ge-. Dieses entfällt jedoch, wenn das Verb am Anfang eines Satzes oder vor einem Wort, das auf einem Vokal endet, steht.
In einigen Fällen wendet man im Hildesheimischen die doppelte Verneinung an. Dafür hängt man an das Satzende ein weiteres nich an. So z. B. bei Ek hebbe neine Töid nich mäier.

### Sprachprobe

#### Bastreim
Fleitjepöipen, wutte gåhn,

Ek will in de Düern slåhn.

De Düern söllt dek steäken,

De Råben söllt dek freäten.

Kam de eole Hekse,

Mit'n stumpen Meste:

Kopp af, Bein af

Alles wat 'er anne sat

Rulle, rulle, rul

Iuse Kätje dei is dull.
(Quelle unter)

#### Sprichwörter
Hindern Barge wuenet eok noch Luie. [hɪn(d)ərn bɑrjə vu:ənət ɛok nɔχ luje]
Wenn't Peärd estuelen is, sau wärt de Stal ebeätert. [vənt̩ peɐrt əstu:əln ɪs zao vɛrt də stɐl əbe:ɐtərt]
(Quelle unter)

## Spracherhalt
Von 2005 bis 2018 nahm das in Hildesheim ansässige Radio Tonkuhle regelmäßig plattdeutsche Beiträge aus der Region auf und sendete sie. So wurde das originale Hildesheimer Plattdeutsch von Irmgard Rosner und Therese Bormann als Addelsche Tanten regelmäßig aufgenommen.
Als Teil des Niederdeutschen ist Hildesheimisch als anerkannte Regionalsprache im Rahmen der europäischen Charta für Regional- und Minderheitensprachen besonders geschützt.
Folgende Personen haben in der bzw. über die hildesheimische Mundart geschrieben und sich für den Erhalt der Sprache eingesetzt:
- Klaus Freise (* 1938)
- Heinrich Sievers (Heimatforscher)
- Wilhelm Kaune (1895–1981)
- Rolf Ahlers (* 1940)
- Ludwig Schulmann
- Georg Christian Coers (Autor)
- Karl Pinkepank (Autor)
- Emil Mackel (Sprachforscher)

## Die heutige Lage
| Jahr | Eltern miteinander | Kind mit ihren Eltern | Kind mit seinen Schulkameraden |
| ---- | ------------------ | --------------------- | ------------------------------ |
| 1939 | 61,5 %             | 23,6 %                | 10,9 %                         |
| 1963 | 8,1 %              | 1,3 %                 | 0,1 %                          |

Die Anzahl der aktiven Sprecher ist seit vielen Jahrzehnten stark rückläufig. Seit Ende des 19. Jahrhunderts ist das Plattdeutsche angefangen im städtischen Raum weitgehend vom Hochdeutschen verdrängt worden, sodass schon 1943 weniger als 50 % die Sprache noch mit ihren Kindern gesprochen haben. Zum Anfang der 2020er Jahre gibt es nur noch vereinzelt Kleingruppen, die in den Dörfern um Hildesheim zusammenkommen, um sich mit der plattdeutschen Sprache zu beschäftigen, wobei viele das Hildesheimisch nach eigener Angabe nicht mehr richtig sprechen können. Das hat auch zur Folge, dass viele Eigenschaften, die das Hildesheimische vom Hochdeutschen unterscheiden, wie das gerollte Zungenspitzen-[r], heutzutage häufig durch die hochdeutschen Äquivalente, wie das Rachen-[ʁ] ersetzt werden. Vor allem grammatikalische Eigenheiten lassen sich unter den noch verbliebenen aktiven Sprechern nur noch selten erkennen.